# Kostel svatého Michaela archanděla (Meclov)
Kostel svatého Michaela archanděla je významnou sakrální památkou na Domažlicku. Meclov se nacházel se v blízkosti zemských stezek, které vedly z českého vnitrozemí k Ronšperku, resp. dnešním Poběžovicím, a přes Český les do Bavorska. Zdejší osídlení sahá do raného středověku, dokládají to i některá mohylová pohřebiště v okolí. Kostel spadá pod správu obce Poběžovice a patří zdejší farnosti. Stavba se nachází v centru obce Meclov na mírné vyvýšenině.

## Stavební fáze

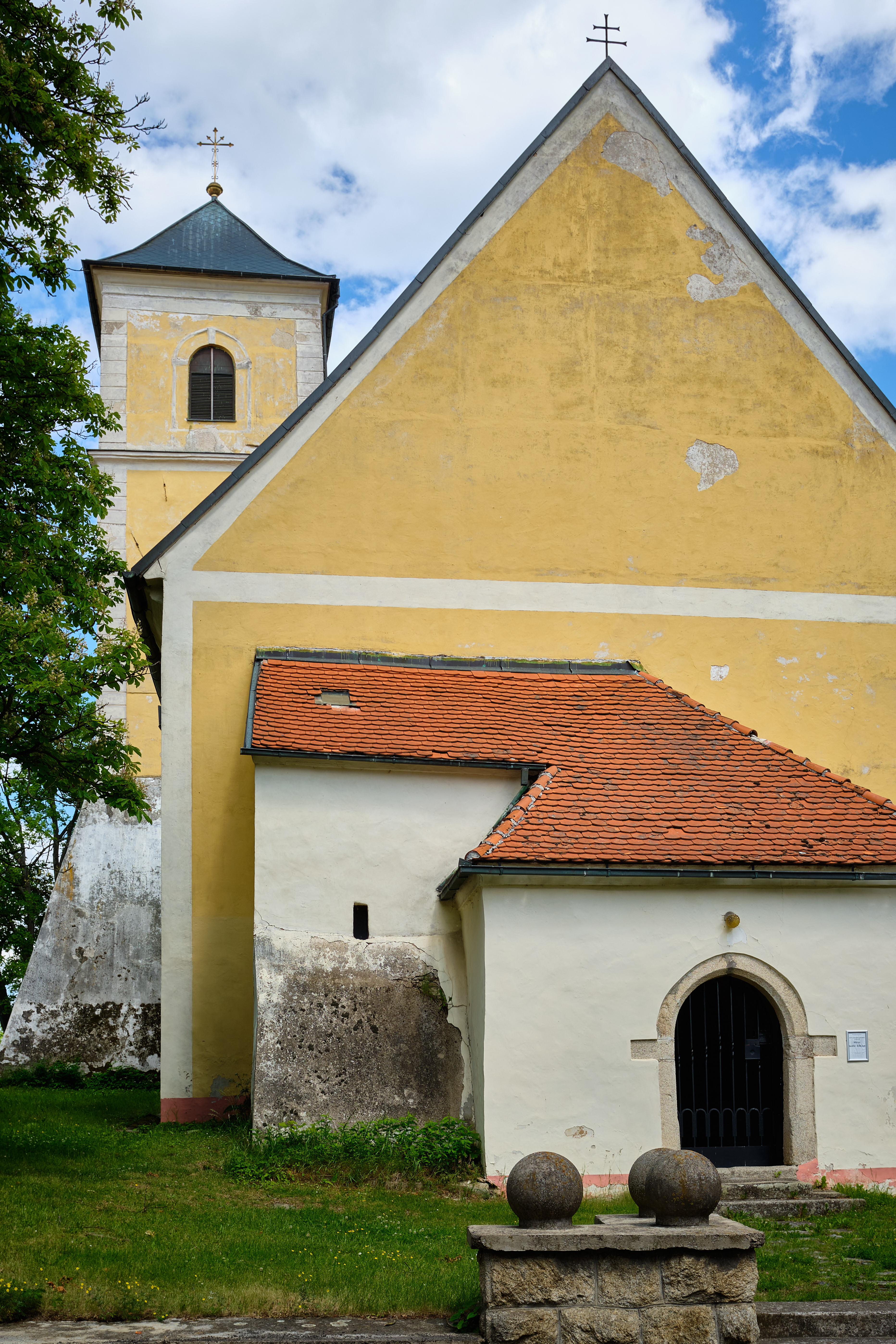
Pohled na kostel

Kostel sv. archanděla Michaela v Meclově je ve svém jádru gotická stavba postavená před rokem 1384. Jeho zakladatelem byl Dobrohost z Ronšperku. V presbytáři se nachází původní gotická žebrová klenba. Stavba je zčásti barokně upravena kolem poloviny 18. století. V roce 1725 byla zvýšena kostelní věž.

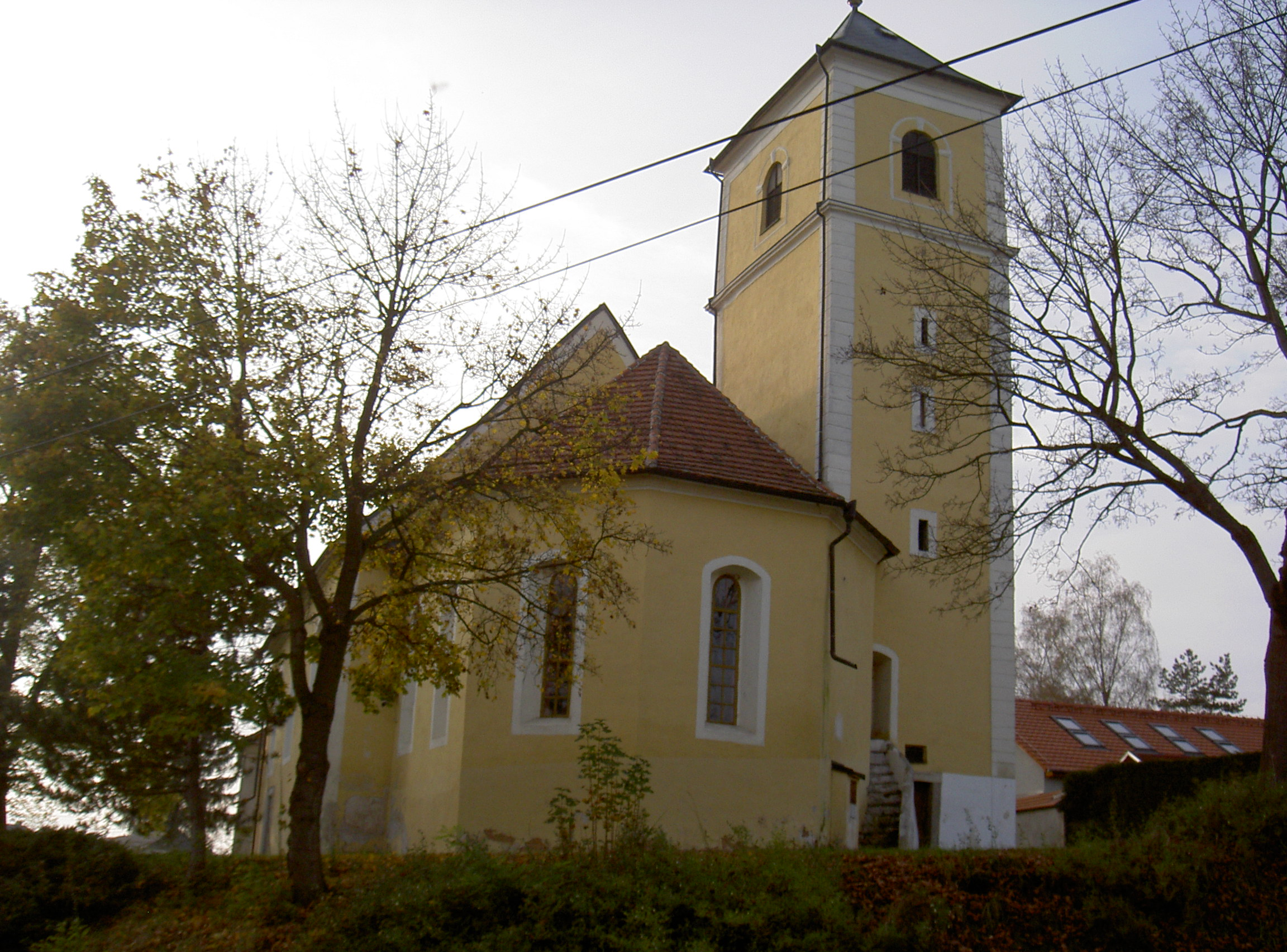
Pohled na kostel

## Stavební podoba
Kostel archanděla Michaela v Meclově je orientová jednolodní stavba s nízkou čtyřúhelnou předsíní před západním průčelím, obdélnou lodí a užším presbytářem. Při jeho severním boku je čtyřboká vysoká věž nad sakristií, s opěráky na severní straně. Střechy jsou kryté taškami bobrovkami, na presbytáři je valbová střecha, na lodi je střecha sedlová. Na věži je nízká jehlancová stříška. Průčelí jsou hladce omítaná, členěná jen hlavní římsou, na kterou na západě dosedá hladký trojúhelný štít. V západní předsíni stavby se nachází kamenný okosený portál. Čtyřpatrová věž má od východu v přízemí portál do sakristie stejná jako jižní portál lodi. Nachází se zde obdélný vstup, k němuž vede otevřené vnější schodiště, hrany jsou provázeny štukovou rustikou. Předsíň je klenutá křížově s hřebínkovou klenbou se segmentovými výklenky po stranách. Loď kostela je plochostropá, v západní části je dřevěná kruchta na dvou oblých sloupech. Triumfální oblouk je široký a lomený. Presbytář je sklenut jedním polem křížové klenby. Lomený portál spojuje presbytář s křížově (barokně) sklenutou sakristií.